# Partido de Ayacucho
Ayacucho es uno de los 135 partidos de la provincia argentina de Buenos Aires. Forma parte de la Quinta sección electoral de la provincia de Buenos Aires.
Se encuentra a una altitud media de 74 m s. n. m., una latitud de 37°9′ S y una longitud de 58°28′ O (UTM: N-14697746.744; E12593497.218; Sector -0.000; Factor escala: 2.488). 
Su cabecera es la ciudad de Ayacucho. Su población es de 22 136 habitantes (2022).
Ocupa 6785 km², con una densidad de 3,3 hab./km².
Limita al norte con el Partido de Pila, al noreste con el Partido de General Guido, al este con el Partido de Maipú, al sudeste con el Partido de Mar Chiquita, al sur con el Partido de Balcarce, al oeste con el Partido de Tandil y al noroeste con el Partido de Rauch.
Aquí se celebra la fiesta nacional del ternero, anualmente, en la segunda semana de marzo

## Toponimia
El nombre hace referencia y rinde homenaje a la batalla de Ayacucho (llevada a cabo el 9 de diciembre de 1824), la última librada para mantener la independencia americana. Ayacucho significa en quechua "Rincón de los muertos" o "Morada del alma" según el escritor peruano José María Arguedas.

## Geografía

### Morfogeología
El Partido de Ayacucho está en la Pampa deprimida y al noreste de las Sierras de Tandilia. Presenta "campos flor" (productivos, pastos apetecibles y tierras permeables) y campos llanos (menos fértiles, con tierras gredosas, poco permeables y de pastos menos nutritivos propios en verano para ganadería de cría). Los suelos son en general Argiudoles, y las extensas llanuras que ocupan los campos, se suelen interrumpir por lomadas de poca altura. 
Origen del relieve: macizo de Brasilia; nuevas unidades estructurales por el proceso de fragmentación con sedimentos eólicos de loess. Hay en el perfil abundantes concreciones calcáreas (toscas).

### Altitud
De 20 a 125 m s. n. m.

### Hidrología
Cuenta con numerosos arroyos y lagunas. 
Arroyos más importantes: Tandileofú (cruza la ciudad de Ayacucho), Chelforó.

### Clima
Tº anual: máxima absoluta 40 °C; mínima menor a 0 °C; promedio verano: 23 °C; promedio invierno: 10 °C 
Vientos predominantes del norte, sudoeste
[cita requerida]

## Estadísticas
- Educación: escuelas públicas 62, escuelas privadas 1.
- Salud: Hospitales y centros asistenciales 3.

## Demografía

### Estructura
Según el censo 2022 la población total es de 22 136 personas, repartidas en 11 248 mujeres y 10bsp;729 hombres, con un índice de masculinidad de 95,3 hombres por cada 100 mujeres. 
Según la Junta Electoral de la provincia de Buenos Aires, la cantidad de habitantes habilitados para votar era de 18.496 en diciembre de 2023.
La edad mediana de la población es de 34 años (35 años entre las mujeres y 33 años entre los hombres).
El 14,3% de la población tiene más de 65 años (frente al 14,2% en 2010), y el 3,4% de la población tiene más de 80 años (frente al 4,0% en 2010)

### Salud y educación
El 72,8% de la población tiene al menos un tipo de cobertura de salud. 
Unas 7 160 personas asisten a algún tipo de establecimiento educativo de cualquier nivel y unas 2 464 personas tienen un título terciario o superior (17,8% sobre el total de la población instruida). La tasa de alfabetización es del 99,7

### Migraciones
De las personas residentes en el partido, unas 2 312 (10,5% del total de población) nacieron en otra provincia, y unas  188 (0,8% del total de población) lo hicieron fuera del país, siendo los grupos de inmigrantes más numerosos los provenientes de:
- Paraguay: 83 personas
- España: 11 personas
- Italia: 10 personas
- Bolivia: 9 personas
- Chile: 8 personas

### Hogares
En el partido hay un total de 9 879 viviendas  y 8 329 hogares. 
En cuanto al régimen de tenencia y regularidad de la propiedad de las viviendas, el 60,9% es propia, el 17,9% es alquilada, el 13,8% es cedida o prestada, y el resto se encuentra en otra situación.
Sobre el total de hogares, 7 306 (87,7% del total) tiene acceso a red pública de agua corriente, 6 751 (81,0% del total) tiene desagüe y descarga a red pública cloacal, 5 427 (65,1% del total) tiene acceso a red pública de gas, y 6 153 (73,8% del total) tiene acceso a red de internet en la vivienda. 
| Población | 2.993 | 11.216   | 12.511  | 15.188  | 19.621  | 18.795 | 17.825 | 18.777 | 19.634 | 19.669 | 20.337 | 21.977 |
| Variación | -     | +274,74% | +11,54% | +21,39% | +29,18% | -4,20% | -5,16% | +5,34% | +4,56% | +0,17% | +3,39% | +8,1%  |

## Gobierno

### Intendentes municipales desde 1983
| Intendente                | Mandato                                           | Partido | Partido | Alianza | Alianza | Elecciones |
| ------------------------- | ------------------------------------------------- | ------- | ------- | ------- | ------- | ---------- |
| Castor Joaquín Echeverría | 10 de diciembre de 1983 - 10 de diciembre de 1987 |         | UCR     |         | —       | 1983       |
| Luis Alfredo Ilarregui    | 10 de diciembre de 1987 - 10 de diciembre de 1991 |         | PJ      |         | FREJURE | 1987       |
| Luis Alfredo Ilarregui    | 10 de diciembre de 1991 - 10 de diciembre de 1995 |         | PJ      | FREJUFE | 1991    |            |
| Luis Alfredo Ilarregui    | 10 de diciembre de 1995 - 10 de diciembre de 1997 | 1995    | PJ      | FREJUFE |         |            |
| María Margarita Ilarregui | 10 de diciembre de 1997 - 10 de diciembre de 1999 | 1995    |         | FREJUFE | PJ      |            |
| Julio César Cano          | 10 de diciembre de 1999 - 10 de diciembre de 2003 |         | PJ      |         | CJ      | 1999       |
| Darío David               | 10 de diciembre de 2003 - 10 de diciembre de 2007 |         | PJ      |         | —       | 2003       |
| Darío David               | 10 de diciembre de 2007 - 10 de diciembre de 2011 |         | PJ      | FPV     | 2007    |            |
| Pablo Antonio Zubiaurre   | 10 de diciembre de 2011 - 10 de diciembre de 2015 |         | UCR     |         | UDESO   | 2011       |
| Pablo Antonio Zubiaurre   | 10 de diciembre de 2015 - 25 de enero de 2018     |         | UCR     | CBA     | 2015    |            |
| Emilio Cordonnier         | 25 de enero de 2018 - 10 de diciembre de 2019     |         | UCR     | CBA     | 2015    |            |
| Emilio Cordonnier         | 10 de diciembre de 2019 - 10 de diciembre de 2023 |         | UCR     | JxC     | 2019    |            |
| Emilio Cordonnier         | 10 de diciembre de 2023 - En el cargo             | 2023    | UCR     | JxC     |         |            |

1. ↑  Renunció para asumir como senador provincial.
2. ↑  En el cargo por la licencia de Zubiaurre desde el 10 de enero, asume formalmente el 25 de enero como presidente del HCD.

## Cuarteles y localidades
El partido de Ayacucho se divide en 18 cuarteles numerados con números romanos del I al XVIII.
Las localidades del partido son:
- Ayacucho, cabecera (17.364 habitantes (2010), 52,6% mujeres, 47,4% hombres)
- Udaquiola (66 habitantes, 47% mujeres, 53% hombres)
- La Constancia (55 habitantes, 41,8% mujeres, 52,8% hombres)
- Solanet (52 habitantes, 42,3% mujeres, 57,7% hombres)
- Cangallo
- Fair
- Langueyú
- San Ignacio

## Economía
Principal actividad: ganadería, luego agricultura, comercio, industria (pymes). La actividad ganadera que caracteriza al partido es histórica y se remonta por lo menos a la década de 1830, en estancias inmensas, como San Juan, que para 1836 abarcaba 37.500 hectáreas.

### Museo Histórico Regional
Se gestiona la recuperación para la Comunidad, de los caballos Gato y Mancha (en el Museo de Luján y que son patrimonio de Ayacucho)